# ストラスブール・フィルハーモニー管弦楽団
ストラスブール・フィルハーモニー管弦楽団（仏: l'Orchestre philharmonique de Strasbourg）は、フランスのストラスブールを拠点とするオーケストラ。コンサート活動と並行して、アルザス地方のストラスブール、ミュルーズ、コルマールが共同運営しているラン国立オペラのストラスブール市立劇場でのオペラ公演ではオーケストラ・ピットでの演奏も行う。

## 概要
1855年に、ストラスブール市立劇場のオーケストラとして設立された。長らく名称はストラスブール市立管弦楽団だったが、1972年に現在の名称となる。1992年からは国立管弦楽団となる。
コンサートマスター（Premier Violon Solo）の一人として、日本人の本田早美花（Samika Honda）がいる。

## 歴代指揮者等
- ヨゼフ・ハッセルマン(1855 - 1871年)[3]
- フランツ・シュトックハウゼン(1871 - 1907年)[3]
- ハンス・プフィッツナー(1907 - 1915年)[3]
- オットー・クレンペラー(1915 - 1918年)[3]
- ハンス・プフィッツナー(1918 - 1919年)[3]
- ギィ・ロパルツ(1919 - 1929年)[3]
- ポール・パレー(1929 - 1940年)[3]
- ハンス・ロスバウト(1940 - 1945年)[3]
- ポール・バスティド(1945 - 1950年)[3]
- エルネスト・ブール(1950 - 1964年)[1]
- アルチェオ・ガリエラ(1964 - 1971年)[1]
- アラン・ロンバール(1972 - 1983年)[1]
- テオドール・グシュルバウアー(1983 - 1997年)[1]
- ジャン・レイサム＝ケーニック(1997 - 2003年)[1]
- マルク・アルブレヒト(2008 - 2011年)[3]
- マルコ・レトーニャ(2012 - 2021年)[4]
- アジス・ショハキモフ（英語版） (2021 - 年)[4][5]

## 録音
代表的なレコーディングとして、ロンバール指揮でオッフェンバック『ペリコール』や、グシュルバウアー指揮でブルックナーの交響曲第7番などがある。